# Bambino
Bambino je treći EP francuske pjevačice Dalide, koji je izdan krajem 1956. godine. Dobio je ime po naslovnoj pjesmi Bambino koja je bila prvi veliki Dalidin hit jer je provela 45 tjedana u kao broj 1 francuske Top ljestvice pjesama. Pjesma je jedan od najvećih Dalidinih hitova.
Među više obrada, jedna se pojavila u filmu OSS 117 iz 2006. godine, gdje je na Alžirsko arapskom pjeva Jean Dujardin.

## Top ljestvice
| Ljestvica (1957-1958) | Max pozicija |
| --------------------- | ------------ |
| Francuska             | 1            |
| Quebec                | 1            |
| Valonija              | 1            |
| Flandrija             | 5            |